# Jason Smith (basketbalista)
Jason Victor Smith (* 2. března 1986, Kersey, Colorado, USA) je americký profesionální basketbalista hrající na pozici pivota za tým New Orleans Hornets v basketbalové soutěži NBA.